# Dallackenried

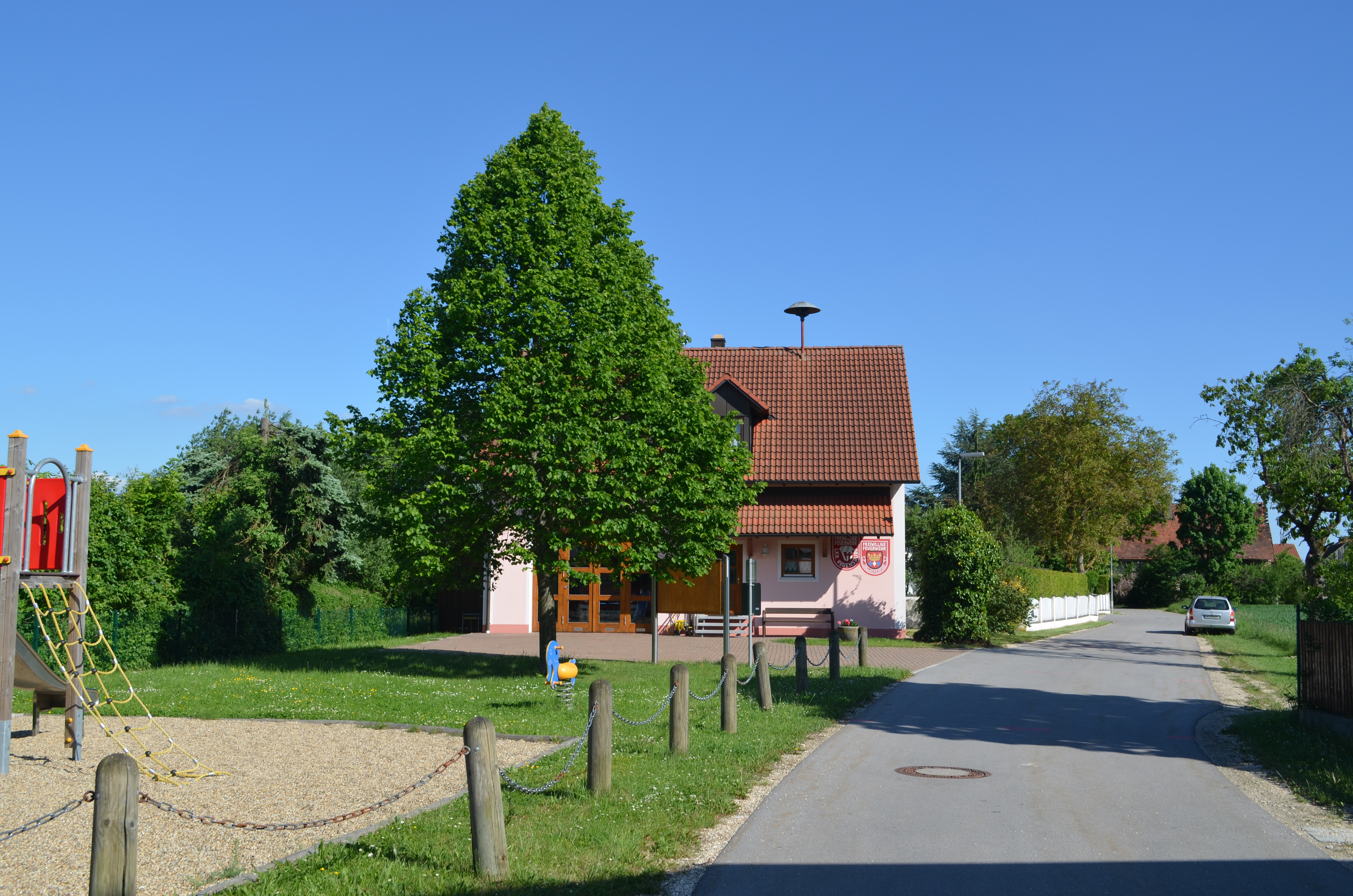
Freiwillige Feuerwehr Dallackenried

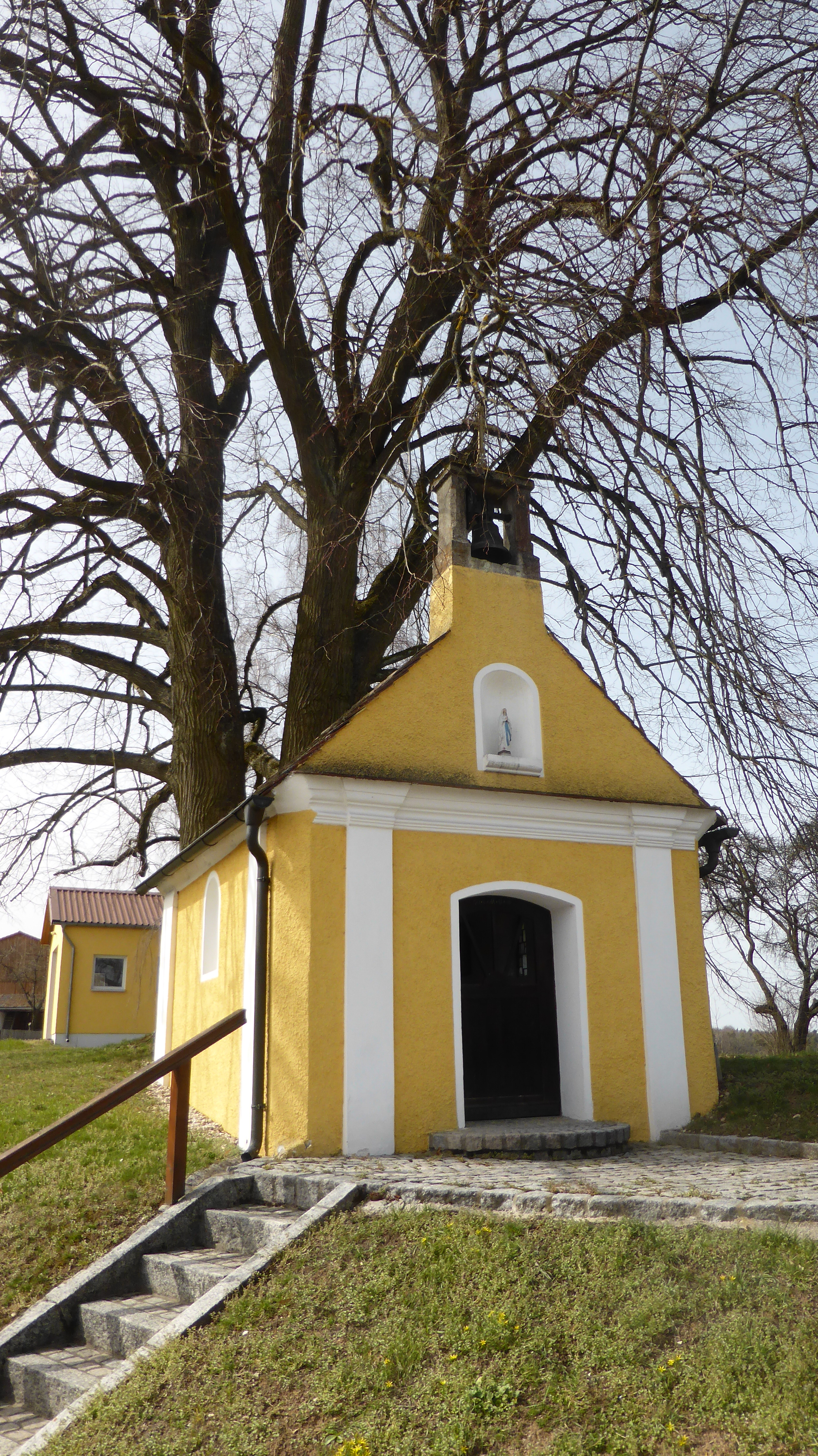
Wegkapelle

Dallackenried ist ein Ortsteil des Marktes Kallmünz und eine Gemarkung im Oberpfälzer Landkreis Regensburg (Bayern).

## Geografische Lage
Das Dorf liegt etwa drei Kilometer westlich von Kallmünz und ungefähr zwei Kilometer südöstlich von Dinau beidseits der Staatsstraße 2041.

## Geschichte
Die ehemalige Gemeinde Dallackenried wurde 1946 in die Gemeinde Dinau im Landkreis Burglengenfeld eingegliedert und hatte 1939 101 Einwohner. Sie umfasste eine Gemarkung von 487 Hektar und die sechs Ortsteile Dallackenried, Eichkreit, Eiselberg, Giglitzhof, Niederhof und Wiedenhof. Im Rahmen der Gebietsreform in Bayern kam die Gemeinde Dinau und somit auch Dallackenried im Jahr 1978 als Ortsteil nach Kallmünz.

## Sehenswürdigkeiten
Die Wegkapelle St. Maria ist ein giebelständiger Saalbau mit Satteldach, Glockendachreiter und Pilastergliederung. Die Kapelle aus dem 18. Jahrhundert steht mit Ausstattung unter Denkmalschutz, siehe Liste der Baudenkmäler in Dallackenried.